# Life as a House
Life as a House (br: Tempo de Recomeçar / pt: Uma Casa, Uma Vida) é um filme de drama estadunidense de 2001 produzido e dirigido por Irwin Winkler. O roteiro de Mark Andrus concentra-se em um homem que está ansioso para reparar seu relacionamento com sua ex-esposa e filho adolescente depois que ele é diagnosticado com câncer terminal.

## Sinopse
George Monroe (Kevin Kline) é um arquiteto de meia idade que descobre repentinamente que está com câncer e tem pouco tempo de vida. Ele então decide aproveitar o tempo que lhe resta para se aproximar de Sam (Hayden Christensen), seu filho problemático e rebelde, bem como fazer as pazes com Robin (Kristin Scott Thomas), sua ex-esposa. Ao mesmo tempo, George decide por construir uma casa, na intenção de deixá-la como herança para Sam.

## Elenco
| Ator                 | Personagem    |
| -------------------- | ------------- |
| Kevin Kline          | George Monroe |
| Kristin Scott Thomas | Robin Kimball |
| Hayden Christensen   | Sam Monroe    |
| Jena Malone          | Alyssa Beck   |
| Mary Steenburgen     | Colleen Beck  |
| Ian Somerhalder      | Josh          |
| Mike Weinberg        | Adam Kimball  |
| Scotty Leavenworth   | Ryan Kimball  |
| Jamey Sheridan       | Peter Kimball |
| Scott Bakula         | Kurt Walker   |
| Sam Robards          | David Dokos   |

## Produção
Em Character Building: Inside Life as a House, no bônus lançado no DVD do filme, o diretor Irwin Winkler confessa que nunca percebeu o amor reacender entre George e Robin foi um aspecto chave do script até que viu a emoção apresentada por Kevin Kline e Kristin Scott Thomas em suas cenas juntos. Winkler incentivou seu elenco para improvisar em momentos que antecederam e seguir o seu diálogo script, muitas das quais foram incluídas no final do filme.
Em From the Ground Up, outra parte do bônus do DVD, o diretor de arte Dennis Washington discute como ele foi obrigado a construir uma rua inteira de casas que levam a casa de Sam, que estava sentada em um penhasco com vista para o Oceano Pacífico em Palos Verdes, Califórnia. A nova casa foi construída em um outro local, então desmontado e transportado para o set de filmagem, como era necessário cada seção. Porque o filme acompanhou o progresso do desmantelamento da antiga casa e a construção de um novo, que tinha que ser filmado em sequência. Quando o filme foi concluído, a casa foi desmontada, movida, reconstruída e ampliada para se tornar uma biblioteca para o Kenter Canyon Elementary School, em Brentwood.
A trilha sonora inclui "What You Wish For" e "Rainy Day" de Guster, "That's the Way" de Gob, "Live a Lie" e "Somewhere" de Default, "Sweet Dreams" de Marilyn Manson, "Water" de ohGr, "Rearranged" de Limp Bizkit, "Both Sides Now" de Joni Mitchell, "Gramercy Park" de Deadsy, e "How to Disappear Completely" de Radiohead.
O filme estreou no Festival Internacional de Cinema de Toronto e foi exibido no Festival de Boston antes de ir para lançamento limitado nos EUA em 26 de outubro de 2001.

## Bilheteria
O filme estreou em vinte e nove cinemas em os EUA e arrecadou $294,056 em sua semana de estréia. Ele finalmente ganhou $15,667,270 nos EUA e $8,236,521 em mercados estrangeiros para a bilheteria mundial total de $23,903,791.

## Principais prêmios e indicações
Globo de Ouro 2002 (EUA)
- Indicado na categoria de Melhor Ator Coadjuvante (Hayden Christensen).

Screen Actors Guild Awards 2001 (EUA)
- Indicado nas categorias: Melhor Ator (Kevin Kline) e Melhor Ator Coadjuvante (Hayden Christensen).

## Lançamento do DVD
New Line Home Entertainment lançou o filme em DVD em 26 de março de 2002. Ele está no formato widescreen anamórfico, com uma faixa de áudio e legendas em Inglês. Os extras incluem comentários do diretor / produtor Irwin Winkler, produtor Rob Cowan, e roteirista Mark Andrus; Character Building: Inside Life as a House e From the Ground Up, documentários sobre a realização do filme; quatro excluídas e / ou alternativos cenas (um com William Russ, lançado originalmente como Kurt Walker mas substituiu quando ele foi ferido em um acidente de moto depois do início das filmagens) com comentário opcional; um kit de imprensa teatral; e o trailer original.